# Općina Šmarješke Toplice
Općina Šmarješke Toplice (slo.: Občina Šmarješke Toplice) je općina u jugoistočnoj Sloveniji u pokrajini Dolenjskoj i statističkoj regiji Jugoistočna Slovenija. Središte općine je naselje Šmarješke Toplice s 492 stanovnika. Općina je nastala 1. ožujka 2006. godine izdvajanjem iz Gradske općine Novo Mesto.

## Naselja u općini
Bela Cerkev, Brezovica, Čelevec, Dol pri Šmarjeti, Dolenje Kronovo, Draga, Družinska vas, Gorenja vas pri Šmarjeti, Gradenje, Grič pri Klevevžu, Hrib, Koglo, Mala Strmica, Orešje, Radovlja, Sela pri Zburah, Sela, Strelac, Šmarješke Toplice, Šmarjeta, Vinica pri Šmarjeti, Vinji Vrh, Zbure, Žaloviče.

## Vanjske poveznice
- Službena stranica općine